# Georg Meixner
Georg Meixner (* 26. Juli 1887 in Ebensfeld; † 28. Oktober 1960 in Bamberg) war ein deutscher katholischer Geistlicher, bayerischer Politiker und päpstlicher Hausprälat. Als Abgeordneter der Bayerischen Volkspartei und später der CSU gehörte er 1932–1933 und 1946–1958 dem Bayerischen Landtag an.

## Leben
Georg Meixner kam aus einer Kleinbauern- und Handwerkerfamilie und besuchte ab 1897 das Neue Gymnasium in Bamberg. Nach dem Abitur studierte er in den Jahren 1906 bis 1910 katholische Theologie und Philosophie in Bamberg. Am 31. Oktober 1910 erhielt er die Priesterweihe und war von da an in der Seelsorge tätig. Am 1. September 1910 wurde er Kaplan in Röthenbach an der Pegnitz und wechselte am 1. Oktober 1911 nach Bamberg St. Gangolf, am 16. November 1913 nach Nürnberg, St. Anton und dann zur Pfarrkirche Unsere Liebe Frau als Inhaber der fünften Kaplanei. Am 1. Juli 1917 wurde er Kurat an St. Martin in Nürnberg und behielt diesen Posten bis zum 28. Februar 1919. Am 1. März 1919 wurde er Landessekretär des katholischen Pressevereins in Bayern und Redakteur des in Nürnberg erschienen Sonntagsblattes Sonntagsfriede, am 1. Mai 1923 Leiter des St.-Otto-Verlages und Redakteur des in diesem Verlag erscheinenden Bamberger Volksblatts. Meixner baute den St.-Otto-Verlag zu einem graphischen Großbetrieb aus, in dem neben der Kirchenzeitung für das Erzbistum Bamberg zahlreiche Zeit- und Druckschriften erschienen und der mit einer Buchhandlung verbunden war.
Meixner war vom KV schon immer angetan, als dann 1930 an der Hochschule in Bamberg der KStV Mainfranken im KV gegründet wurde, war Meixner dessen Gründungsmitglied und 1931 „Alter Herr“ dieser Verbindung.
Georg Meixner engagierte sich für zahlreiche Sozialprojekte im Heiligen Land. Er war Mitglied des Deutschen Vereins vom Heiligen Lande. 1950 wurde er von Kardinal-Großmeisters Nicola Kardinal Canali in den Ritterorden vom Heiligen Grab zu Jerusalem aufgenommen und am 7. Dezember 1950 im Kölner Dom von Erzbischof Lorenz Jaeger, Großprior der deutschen Statthalterei, in den Päpstlichen Laienorden investiert. Er gehörte der Komturei Bamberg an. Meixner war wesentlich am Neuaufbau der Deutschen Statthalterei in den 1950er Jahren beteiligt.

## Verfolgung im Nationalsozialismus
Am 26. Juni 1933 wurde Meixner mit allen aktiven Mitgliedern der BVP in Bamberg verhaftet und in „Schutzhaft“ genommen. Aufgrund der Intervention des Erzbischofs wurde Meixner mit seinem Parteifreund Prälat Johann Leicht vom Gefängnis ins Exerzitienheim Vierzehnheiligen überstellt.
1937 wurde er aus politischen Gründen seiner Ämter enthoben und konnte dadurch keine Pfarrei mehr eigenständig versorgen. Er war jedoch illegal weiter in der Seelsorge tätig. Ab dem 16. Juni 1937 arbeitete er als Pfarrverweser in Bamberg St. Gangolf. In dieser Zeit wurde das Pfarrheim erworben und die Kirche restauriert. Um einer Verhaftung zu entgehen, konnte er seine Predigten nur abgeschwächt oder sinnbildlich halten.
Am 5. Juli 1938 musste sich Georg Meixner mit drei weiteren Mitarbeitern des Bamberger Volksblatts, darunter Georg Rattel, wegen angeblicher Konkursverschleppung des christlichen Verlages einer Gerichtsverhandlung stellen.
Ihm drohte wegen seines Einsatzes gegen das NS-Regime eine längere Haftstrafe. Zu seinem Schutz wählte ihn das Metropolitankapitel am 6. Februar 1941 mit Wirkung vom 1. März 1941 zum Domkapitular; am 28. April 1941 nahm er seine neue Tätigkeit auf.
Mit dem Wiedererscheinen des Bamberger Volksblatts war er Chefredakteur und Herausgeber. Er war der Gründer des Katholischen Werkvolks e. V., eines Vorläufers der Katholischen Arbeitnehmer-Bewegung (KAB). Durch seine Vermittlung wurde die säkularisierte Dominikanerkirche St. Christoph zum „Kulturraum“, dem heimischen Konzertsaal der 1946 gegründeten Bamberger Symphoniker.

## Politiker
Von 1932 bis 1933 war Meixner in der fünften Wahlperiode Mitglied des bayerischen Landtags als Abgeordneter der Bayerischen Volkspartei (BVP). Mit der Selbstauflösung der BVP und seiner Verhaftung nach 1933 erfolgte sein Rückzug aus der aktiven Politik.
Nach dem Zweiten Weltkrieg war er 1945 Gründungsmitglied der CSU und hatte maßgeblichen Anteil daran, dass sich in Bayern das Konzept der CSU als überkonfessionelle Partei durchsetzte, obwohl in vielen Orten das traditionelle katholische Milieu, verkörpert durch die BVP, zunächst weiterhin dominierte.
Von 1946 bis 1959 gehörte Meixner als gewählter Abgeordneter für den Wahlkreis Bamberg-Land dem Bayerischen Landtag an; von August 1951 bis Dezember 1958 war er Vorsitzender der CSU-Fraktion. Zudem war er Mitglied des Landesvorstands der CSU.
Meixner war in Deutschland der letzte „politische Prälat“ des politischen Katholizismus. Dieser Politikertyp hat dem Parlamentarismus in Deutschland, vor allem in Bayern, wichtige Impulse gegeben.

## Ehrungen und Auszeichnungen
- 1936: Ernennung zum Päpstlichen Geheimkämmerer durch Papst Pius XI.
- 1939: Ernennung zum Päpstlichen Hausprälaten durch Papst Pius XII.
- 1950: Komtur (Offizier) des Ritterorden vom Heiligen Grab zu Jerusalem
- 1957: Großes Verdienstkreuz des Verdienstordens der Bundesrepublik Deutschland
- 1958: Bayerischer Verdienstorden

## Veröffentlichungen
- Festbericht nebst einer Geschichte der katholischen Gemeinden Nürnberg und Fürth. Katholikentag 1921 Nürnberg, Sebaldus-Verlag, 1921
- 25 Jahre Erzbischof – Festschrift zum Silbernen Bischofsjubiläum Sr. Exzellenz des Hochwürdigsten Herrn Erzbischofs von Bamberg Dr. Jacobus Ritter von Hauck. St. Otto, Bamberg 1937